# Caroline Wozniacki
Caroline Wozniacki (sinh ngày 11 tháng 7 năm 1990 tại Odense) là một cựu vận động viên quần vợt Đan Mạch. Cô đạt được thứ hạng cao nhất trong sự nghiệp là thứ 1 thế giới ngày 7 tháng 10 năm 2010 và giữ vị trí này trong 67 tuần đến 30 tháng 1 năm 2012. Ngày 29 tháng 1 năm 2018 cô trở lại vị trí số 1 Thế giới sau khi vô địch Australian Open 2018. Cô là vận động viên nữ Đan Mạch duy nhất nằm trong 300 tay vợt nữ hàng đầu thế giới WTA và cũng là tay vợt nữ Đan Mạch đầu tiên lọt vào chung kết một Grand Slam (Mỹ Mở rộng 2009).

## Đời tư
Wozniacki là con gái trong một gia đình cha mẹ người Ba Lan, cha Piotr và mẹ Anna. Tên cô viết theo tiếng Ba Lan là "Karolina Woźniacka". Piotr Wozniacki cũng đồng thời là huấn luyện viên của cô.

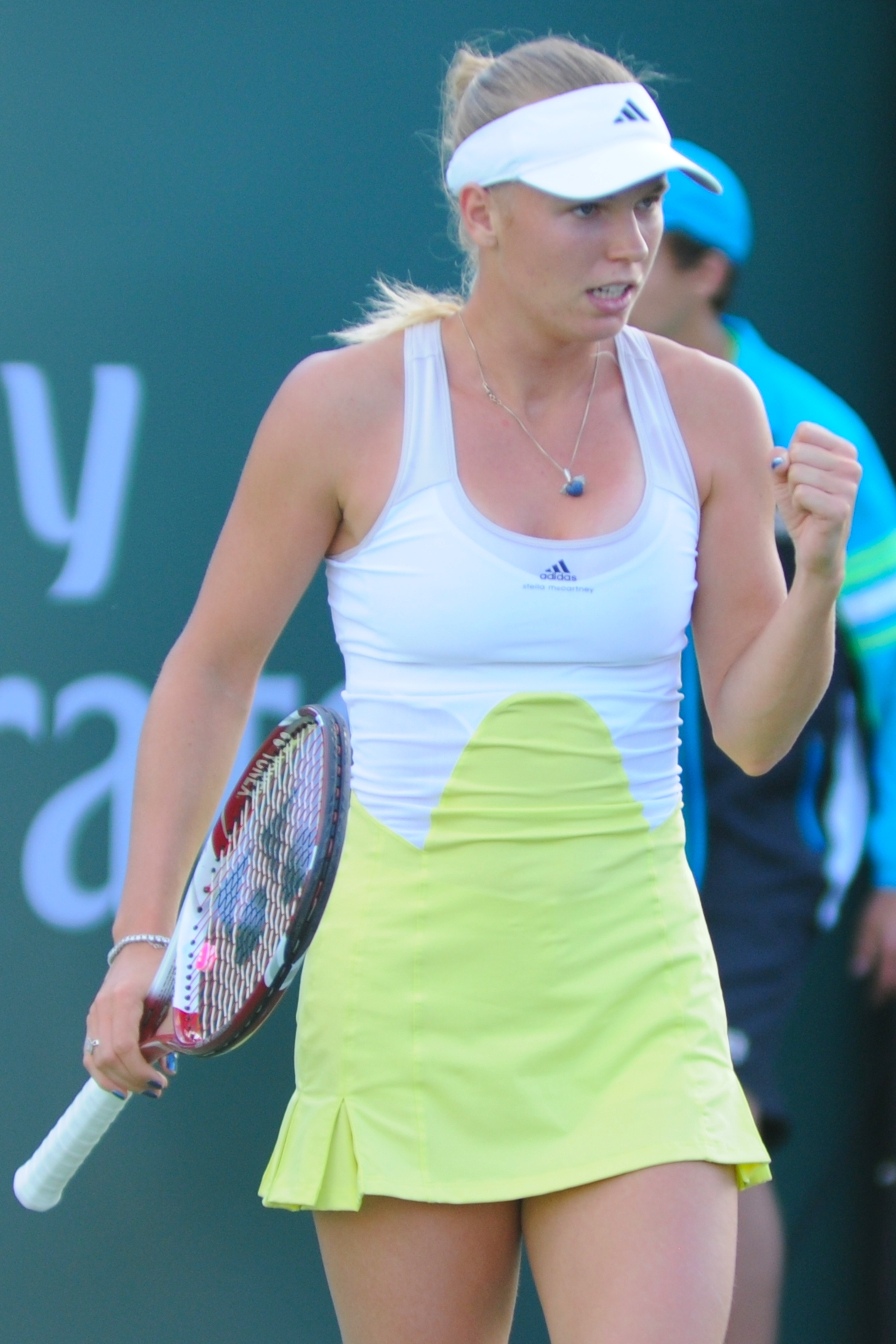
Caroline Wozniacki

Wozniacki sinh ra trong một gia đình có truyền thống thể thao. Mẹ cô là vận động viên bóng chuyền trong đội tuyển quốc gia Ba Lan. Cha cô từng chơi bóng đá chuyên nghiệp ở Đức. Gia đình Wozniacki chuyển tới Đan Mạch khi ông thi đấu cho một câu lạc bộ ở đây. Anh trai Patrick Wozniacki cũng là một cầu thủ bóng đá chuyên nghiệp ở Đan Mạch.
Về sở thích của mình, Wozniacki đã trả lời tạp chí Teen Vogue, "Tôi thích bóng ném (môn thể thao phổ biến ở châu Âu), bóng đá, bơi lội, chơi piano và nhiều thứ khác."
Wozniacki có thể nói thông thạo tiếng Đan Mạch, Ba Lan và Anh, ngoài ra hiểu tốt tiếng Nga.
Bạn thân nhất của cô trong các chuyến du đấu là hai chị em vận động viên quần vợt người Ba Lan Agnieszka và Urszula Radwanska. Ngoài ra Wozniacki cũng kết bạn với vận động viên khác là Victoria Azarenka (Belarus) hay Angelique Kerber (Đức).
Từ năm 2011 Wozniacki đã cặp bồ với Rory McIlroy, một vận động viên Golf gốc Bắc Ireland, sau khi họ gặp nhau tại München trong một trận đánh quyền anh giữa Wladimir Klitschko and David Haye.. Vào giao thừa 2014 họ đã hứa hôn tại Úc. Cả hai đã chuẩn bị cưới và đã gởi thiệp cưới vài ngày thì Rory gọi điện thoại tới hủy bỏ đám cưới.

## Phong cách thi đấu
Lối chơi chủ đạo của Wozniacki là phòng ngự - phản công, cô có khả năng di chuyển cùng khả năng dự đoán tốt. Cú trái 2 tay của cô là một trong những điểm mạnh để phản công.
Wozniacki sử dụng vợt thi đấu của hãng Babolat, trang phục thi đấu thiết kế bởi Stella McCartney của Adidas, ngoài ra cô cũng có hợp đồng tài trợ, quảng cáo với các hãng Compeed, Rolex, Danske Invest, Oriflame, Proactiv, Sony Ericsson,...

## Thành tích thi đấu tại các giải Grand Slam
| Grand Slam Tournaments |                 |                 |                 |                 |      |      |      |     |     |      |     |        |       |
| Australian Open        | Absent          | Absent          | Absent          | 4R              | 3R   | 4R   | SF   | QF  | 4R  | 3R   | 2R  | 0 / 8  | 23–8  |
| French Open            | Absent          | Absent          | 1R              | 3R              | 3R   | QF   | 3R   | 3R  | 2R  | 1R   | 2R  | 0 / 9  | 14–9  |
| Wimbledon              | A               | LQ              | 2R              | 3R              | 4R   | 4R   | 4R   | 1R  | 2R  | 4R   | 4R  | 0 / 9  | 19–9  |
| US Open                | Absent          | Absent          | 2R              | 4R              | F    | SF   | SF   | 1R  | 3R  | F    |     | 0 / 8  | 28–8  |
| Thắng - Thua           | 0–0             | 0–0             | 2–3             | 10–4            | 13–4 | 15–4 | 15–4 | 6–4 | 7–4 | 11–4 | 5–3 | 0 / 34 | 84–34 |
| WTA Tour Championships | Did Not Qualify | Did Not Qualify | Did Not Qualify | Did Not Qualify | SF   | F    | RR   | DNQ | DNQ | SF   |     |        |       |

### Chung kết: 2 (Á quân)
| Kết quả | Năm  | Giải đấu | Mặt sân | Đối thủ         | Tỉ số    |
| ------- | ---- | -------- | ------- | --------------- | -------- |
| Á quân  | 2009 | US Open  | Cứng    | Kim Clijsters   | 5–7, 3–6 |
| Á quân  | 2014 | US Open  | Cứng    | Serena Williams | 3–6, 3–6 |

## Các trận chung kết WTA

### Nội dung đơn nữ: 55 (30 danh hiệu, 25 á quân)
| Legend                                       |
| -------------------------------------------- |
| Grand Slam tournaments (1–2)                 |
| WTA Tour Championships (1–1)                 |
| Tournament of Champions (0–1)                |
| Tier I / Premier Mandatory & Premier 5 (6–6) |
| Tier II / Premier (11–8)                     |
| Tier III, IV & V / International (11–7)      |

| Finals by surface |
| ----------------- |
| Hard (24–17)      |
| Grass (2–1)       |
| Clay (4–7)        |
| Carpet (0–0)      |

| Têns by setting  |
| ---------------- |
| Outdoors (25–19) |
| Indoors (5–6)    |

| Kết quả   | No.   | Ngày                      | Giải đấu                                        | Mặt sân      | Đối thủ tại chung kết       | Tỉ số              |
| --------- | ----- | ------------------------- | ----------------------------------------------- | ------------ | --------------------------- | ------------------ |
| Winner    | 1.    | ngày 8 tháng 8 năm 2008   | Nordea Nordic Light Open, Stockholm, Sweden     | Hard         | Vera Dushevina              | 6–0, 6–2           |
| Winner    | 2.    | ngày 23 tháng 8 năm 2008  | Pilot Pen Tennis, New Haven, United States      | Hard         | Anna Chakvetadze            | 3–6, 6–4, 6–1      |
| Winner    | 3.    | ngày 5 tháng 10 năm 2008  | AIG Japan Open, Tokyo, Japan                    | Hard         | Kaia Kanepi                 | 6–2, 3–6, 6–1      |
| Runner-up | 1.    | ngày 26 tháng 10 năm 2008 | Fortis Championships Luxembourg, Luxembourg     | Hard (i)     | Elena Dementieva            | 6–2, 4–6, 6–7(4–7) |
| Runner-up | 2.    | ngày 21 tháng 2 năm 2009  | Cellular South Cup, Memphis, United States      | Hard (i)     | Victoria Azarenka           | 1–6, 3–6           |
| Winner    | 4.    | ngày 12 tháng 4 năm 2009  | MPS Group Championships, Ponte Vedra Beach, US  | Clay (green) | Aleksandra Wozniak          | 6–1, 6–2           |
| Runner-up | 3.    | ngày 19 tháng 4 năm 2009  | Family Circle Cup, Charleston, United States    | Clay (green) | Sabine Lisicki              | 2–6, 4–6           |
| Runner-up | 4.    | ngày 17 tháng 5 năm 2009  | Mutua Madrileña Madrid Open, Madrid, Spain      | Clay         | Dinara Safina               | 2–6, 4–6           |
| Winner    | 5.    | ngày 20 tháng 6 năm 2009  | Aegon International, Eastbourne, United Kingdom | Grass        | Virginie Razzano            | 7–6(7–5), 7–5      |
| Runner-up | 5.    | ngày 11 tháng 7 năm 2009  | Swedish Open, Båstad, Sweden                    | Clay         | María José Martínez Sánchez | 5–7, 4–6           |
| Winner    | 6.    | ngày 29 tháng 8 năm 2009  | Pilot Pen Tennis, New Haven, United States      | Hard         | Elena Vesnina               | 6–2, 6–4           |
| Runner-up | 6.    | ngày 13 tháng 9 năm 2009  | US Open, New York City, United States           | Hard         | Kim Clijsters               | 5–7, 3–6           |
| Runner-up | 7.    | ngày 21 tháng 3 năm 2010  | BNP Paribas Open, Indian Wells, United States   | Hard         | Jelena Janković             | 2–6, 4–6           |
| Winner    | 7.    | ngày 11 tháng 4 năm 2010  | MPS Group Championships, Ponte Vedra Beach, US  | Clay (green) | Olga Govortsova             | 6–2, 7–5           |
| Winner    | 8.    | ngày 8 tháng 8 năm 2010   | e-Boks Danish Open, Copenhagen, Denmark         | Hard (i)     | Klára Zakopalová            | 6–2, 7–6(7–5)      |
| Winner    | 9.    | ngày 23 tháng 8 năm 2010  | Rogers Cup, Montreal, Canada                    | Hard         | Vera Zvonareva              | 6–3, 6–2           |
| Winner    | 10.   | ngày 28 tháng 8 năm 2010  | Pilot Pen Tennis, New Haven, United States      | Hard         | Nadia Petrova               | 6–3, 3–6, 6–3      |
| Winner    | 11.   | ngày 2 tháng 10 năm 2010  | Toray Pan Pacific Open, Tokyo, Japan            | Hard         | Elena Dementieva            | 1–6, 6–2, 6–3      |
| Winner    | 12.   | ngày 10 tháng 10 năm 2010 | China Open, Beijing, China                      | Hard         | Vera Zvonareva              | 6–3, 3–6, 6–3      |
| Runner-up | 8.    | ngày 31 tháng 10 năm 2010 | WTA Tour Championships, Doha, Qatar             | Hard         | Kim Clijsters               | 3–6, 7–5, 3–6      |
| Winner    | 13.   | ngày 20 tháng 2 năm 2011  | Dubai Tennis Championships, Dubai, UAE          | Hard         | Svetlana Kuznetsova         | 6–1, 6–3           |
| Runner-up | 9.    | ngày 26 tháng 2 năm 2011  | Qatar Ladies Open, Doha, Qatar                  | Hard         | Vera Zvonareva              | 4–6, 4–6           |
| Winner    | 14.   | ngày 20 tháng 3 năm 2011  | BNP Paribas Open, Indian Wells, United States   | Hard         | Marion Bartoli              | 6–1, 2–6, 6–3      |
| Winner    | 15.   | ngày 10 tháng 4 năm 2011  | Family Circle Cup, Charleston, United States    | Clay (green) | Elena Vesnina               | 6–2, 6–3           |
| Runner-up | 10.   | ngày 24 tháng 4 năm 2011  | Porsche Tennis Grand Prix, Stuttgart, Germany   | Clay (i)     | Julia Görges                | 6–7(3–7), 3–6      |
| Winner    | 16.   | ngày 21 tháng 5 năm 2011  | Brussels Open, Brussels, Belgium                | Clay         | Peng Shuai                  | 2–6, 6–3, 6–3      |
| Winner    | 17.   | ngày 12 tháng 6 năm 2011  | e-Boks Danish Open, Copenhagen, Denmark         | Hard (i)     | Lucie Šafářová              | 6–1, 6–4           |
| Winner    | 18.   | ngày 27 tháng 8 năm 2011  | Pilot Pen Tennis, New Haven, United States      | Hard         | Petra Cetkovská             | 6–4, 6–1           |
| Runner-up | 11.   | ngày 15 tháng 4 năm 2012  | e-Boks Danish Open, Copenhagen, Denmark         | Hard (i)     | Angelique Kerber            | 4–6, 4–6           |
| Winner    | 19.   | ngày 23 tháng 9 năm 2012  | KDB Korea Open, Seoul, South Korea              | Hard         | Kaia Kanepi                 | 6–1, 6–0           |
| Winner    | 20.   | ngày 21 tháng 10 năm 2012 | Kremlin Cup, Moscow, Russia                     | Hard (i)     | Samantha Stosur             | 6–2, 4–6, 7–5      |
| Runner-up | 12.   | ngày 4 tháng 11 năm 2012  | Tournament of Champions, Sofia, Bulgaria        | Hard (i)     | Nadia Petrova               | 2–6, 1–6           |
| Runner-up | 13.   | ngày 17 tháng 3 năm 2013  | BNP Paribas Open, Indian Wells, United States   | Hard         | Maria Sharapova             | 2–6, 2–6           |
| Winner    | 21.   | ngày 20 tháng 10 năm 2013 | BGL Luxembourg Open, Luxembourg                 | Hard (i)     | Annika Beck                 | 6–2, 6–2           |
| Winner    | 22.   | ngày 20 tháng 7 năm 2014  | İstanbul Cup, Istanbul, Turkey                  | Hard         | Roberta Vinci               | 6–1, 6–1           |
| Runner-up | 14.   | ngày 7 tháng 9 năm 2014   | US Open, New York City, United States           | Hard         | Serena Williams             | 3–6, 3–6           |
| Runner-up | 15.   | ngày 21 tháng 9 năm 2014  | Toray Pan Pacific Open, Tokyo, Japan            | Hard         | Ana Ivanovic                | 2–6, 6–7(2–7)      |
| Runner-up | 16.   | ngày 10 tháng 1 năm 2015  | ASB Classic, Auckland, New Zealand              | Hard         | Venus Williams              | 6–2, 3–6, 3–6      |
| Winner    | 23.   | ngày 8 tháng 3 năm 2015   | BMW Malaysian Open, Kuala Lumpur, Malaysia      | Hard         | Alexandra Dulgheru          | 4–6, 6–2, 6–1      |
| Runner-up | 17.   | ngày 26 tháng 4 năm 2015  | Porsche Tennis Grand Prix, Stuttgart, Germany   | Clay (i)     | Angelique Kerber            | 6–3, 1–6, 5–7      |
| Win       | 24–17 | Th9 năm 2016              | Pan Pacific Open, Japan (2)                     | Hard         | Naomi Osaka                 | 7–5, 6–3           |
| Win       | 25–17 | Th10 năm 2016             | Hong Kong Open, China                           | Hard         | Kristina Mladenovic         | 6–1, 6–7(4–7), 6–2 |
| Loss      | 25–18 | Th2 năm 2017              | Qatar Open, Qatar                               | Hard         | Karolína Plíšková           | 3–6, 4–6           |
| Loss      | 25–19 | Th2 năm 2017              | Dubai Championships, United Arab Emirates       | Hard         | Elina Svitolina             | 4–6, 2–6           |
| Loss      | 25–20 | Th4 năm 2017              | Miami Open, United States                       | Hard         | Johanna Konta               | 4–6, 3–6           |
| Loss      | 25–21 | Th7 năm 2017              | Eastbourne International, United Kingdom        | Grass        | Karolína Plíšková           | 4–6, 4–6           |
| Loss      | 25–22 | Th7 năm 2017              | Swedish Open, Sweden                            | Clay         | Kateřina Siniaková          | 3–6, 4–6           |
| Loss      | 25–23 | Th8 năm 2017              | Canadian Open, Canada                           | Hard         | Elina Svitolina             | 4–6, 0–6           |
| Win       | 26–23 | Th9 năm 2017              | Pan Pacific Open, Japan (3)                     | Hard         | Anastasia Pavlyuchenkova    | 6–0, 7–5           |
| Win       | 27–23 | Th10 năm 2017             | WTA Finals, Singapore                           | Hard (i)     | Venus Williams              | 6–4, 6–4           |
| Loss      | 27–24 | Th1 năm 2018              | Auckland Open, New Zealand                      | Hard         | Julia Görges                | 4–6, 6–7(4–7)      |
| Win       | 28–24 | Th1 năm 2018              | Australian Open, Australia                      | Hard         | Simona Halep                | 7–6(7–2), 3–6, 6–4 |
| Win       | 29–24 | Th6 năm 2018              | Eastbourne International, United Kingdom (2)    | Grass        | Aryna Sabalenka             | 7–5, 7–6(7–5)      |
| Win       | 30–24 | Th10 năm 2018             | China Open, China (2)                           | Hard         | Anastasija Sevastova        | 6–3, 6–3           |
| Loss      | 30–25 | Th4 năm 2019              | Charleston Open, United States                  | Clay         | Madison Keys                | 6–7(5–7), 3–6      |

### Nội dung đánh đôi: 4 (2 danh hiệu, 2 á quân)
| Legend                                       |
| -------------------------------------------- |
| Grand Slam tournaments (0–0)                 |
| WTA Tour Championships (0–0)                 |
| Tier I / Premier Mandatory & Premier 5 (0–0) |
| Tier II / Premier (1–0)                      |
| Tier III, IV & V / International (1–2)       |

| Finals by surface |
| ----------------- |
| Hard (2–2)        |
| Grass (0–0)       |
| Clay (0–0)        |
| Carpet (0–0)      |

| Têns by setting |
| --------------- |
| Outdoors (1–1)  |
| Indoors (1–1)   |

| Kết quả   | No. | Ngày                     | Giải đấu                                   | Mặt sân  | Đồng đội                | Đối thủ                          | Tỉ số         |
| --------- | --- | ------------------------ | ------------------------------------------ | -------- | ----------------------- | -------------------------------- | ------------- |
| Runner-up | 1.  | ngày 26 tháng 2 năm 2006 | Cellular South Cup, Memphis, United States | Hard (i) | Victoria Azarenka       | Lisa Raymond Samantha Stosur     | 6-7(2–7), 3–6 |
| Winner    | 1.  | ngày 28 tháng 9 năm 2008 | China Open, Beijing, China                 | Hard     | Anabel Medina Garrigues | Han Xinyun Xu Yi-Fan             | 6–1, 6–3      |
| Winner    | 2.  | ngày 21 tháng 2 năm 2009 | Cellular South Cup, Memphis, United States | Hard (i) | Victoria Azarenka       | Yuliana Fedak Michaëlla Krajicek | 6–1, 7–6(7–2) |
| Loss      | 2–2 | Th1 năm 2020             | Auckland Open, New Zealand                 | Hard     | Serena Williams         | Asia Muhammad Taylor Townsend    | 4–6, 4–6      |